# Mormopterus jugularis
Mormopterus jugularis är en fladdermusart som först beskrevs av Peters 1865.  Mormopterus jugularis ingår i släktet Mormopterus och familjen veckläppade fladdermöss. IUCN kategoriserar arten globalt som livskraftig. Inga underarter finns listade i Catalogue of Life.
Arten förekommer på östra Madagaskar. Den vistas vanligen i låglandet och på ön högplatå upp till 1400 meter över havet. Ibland når den 1750 meter över havet. Mormopterus jugularis jagar ofta i öppna landskap men den dokumenterades även i galleriskogar och i andra skogar nära vattenansamlingar.
Denna fladdermus vilar ofta i konstruktioner som skapades av människor. Den har även grottor och bergssprickor som gömställen. Kolonier med honor och ungar kan ha 1000 eller fler medlemmar. Blandade kolonier med andra fladdermöss förekommer likaså.